# Знамения и чудеса
«Знамения и чудеса» (англ. «Signs and Wonders (The X-Files)») — 9-й эпизод 7-го сезона сериала «Секретные материалы». Премьера состоялась 23 января 2000 года на телеканале FOX. Эпизод принадлежит к типу «монстр недели» и никак не связан с основной «мифологией сериала», заданной в первой серии. 
Режиссёр — Ким Мэннэрс, автор сценария — Джеффри Белл, приглашённые звёзды — Рэнди Оглесби, Майкл Чилдренс, Трейси Миддендорф, Эрик Неннингер.
В США серия получила рейтинг домохозяйств Нильсена, равный 8,5, который означает, что в день выхода серию посмотрели 13,86 миллиона человек.
Главные герои серии — Фокс Малдер (Дэвид Духовны) и Дана Скалли (Джиллиан Андерсон), агенты ФБР, расследующие сложно поддающиеся научному объяснению преступления, называемые Секретными материалами.

## Сюжет
Малдер и Скалли расследуют деятельность Церкви Бога Знамений и Чудес, где Библия толкуется буквально, после того, как небольшой городок становится ареной жестоких ритуальных убийств. Но вскоре они понимают, что различие между церковью и фанатиками может быть не таким уж и большим.